# Blok Nacionalista Cathalònia
El Blok Nacionalista Cathalònia o Bloc Nacionalista Cathalònia fou una agrupació nacionalista catalana fundada el 20 de maig de 1911 a Guantànamo (Cuba) per Joan Rigol, Albert Daroca i Emili Sugranyes, amb la mateixa orientació independentista que el Grop Nacionalista Radical. Segons els seus estatuts, l'entitat no podia ser dissolta mentre quedés a Guantánamo una dotzena de patriotes disposats a mantenir hissada la senyera estelada que hi voleiava d'ençà de la creació del grup, circumstància que provocava problemes amb la colònia espanyola i que forçaren l'alcalde i el governador a defensar-los. Edità les revistes Aubada (1915), Catalònia (1919) i Prou! (1922). Fou una de les primeres entitats que usà l'estelada com a símbol, inspirada en la bandera cubana.